# Voorzitter van de Europese Raad

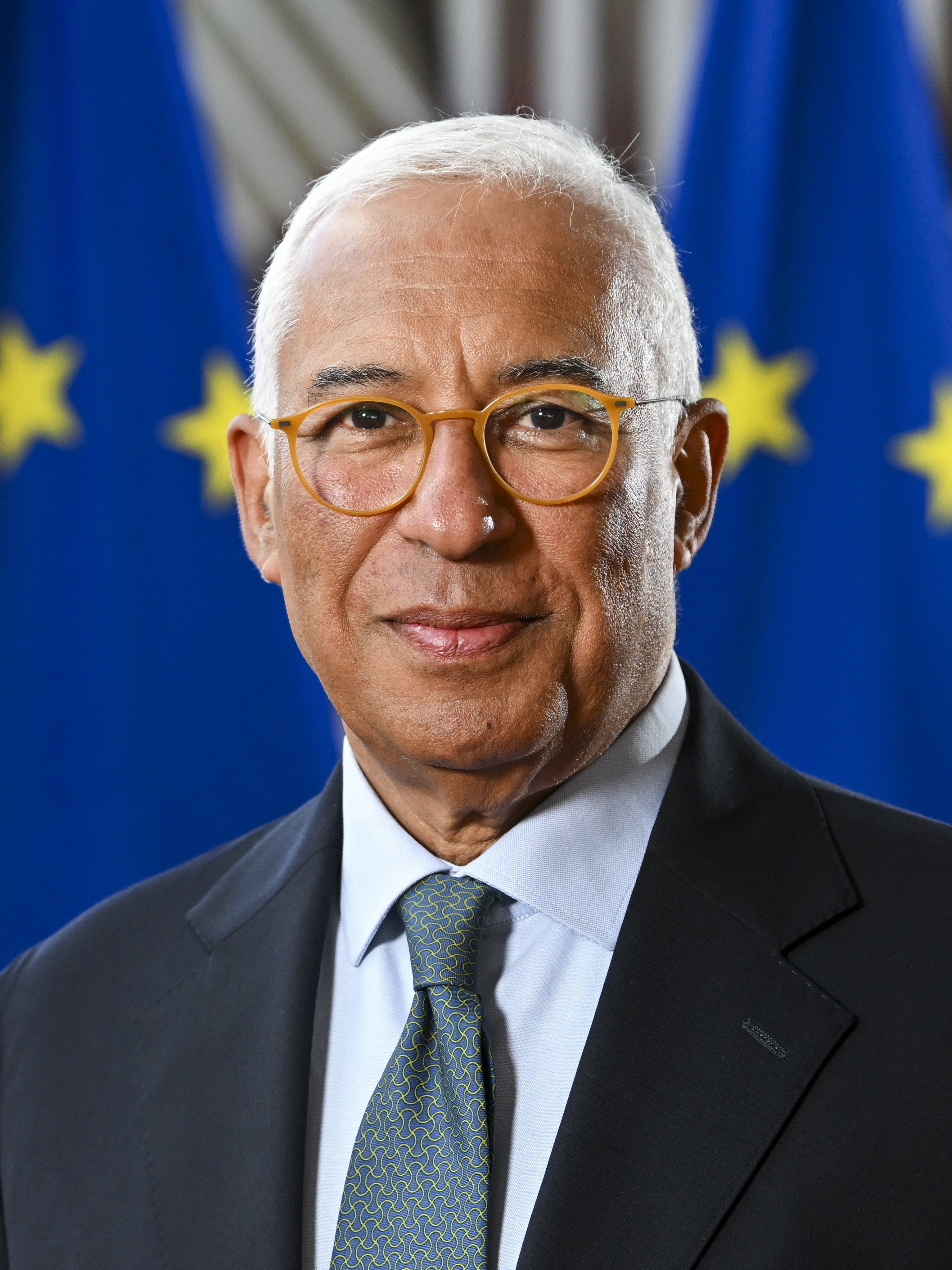
António Costa, de huidige voorzitter van de Europese Raad

De voorzitter van de Europese Raad wordt volgens het Verdrag van Lissabon door de Europese Raad met gekwalificeerde meerderheid van stemmen voor een periode van tweeënhalf jaar gekozen. De voorzitter is eenmaal herkiesbaar. Indien de voorzitter verhinderd is of op ernstige wijze tekortschiet, kan de Europese Raad volgens dezelfde procedure zijn mandaat beëindigen.
De eerste permanente voorzitter was de Belg Herman Van Rompuy, de toenmalige zittende premier van het land, met een mandaat dat inging op 1 december 2009. Hij nam de functie wel pas vanaf 1 januari 2010 op, en liet uittredend wisselend voorzitter Fredrik Reinfeldt in december 2009 de positie continueren. Hij werd na tweeënhalf jaar herkozen voor een tweede mandaat. Op 30 augustus 2014 werd de Poolse premier Donald Tusk tot voorzitter van de Europese Raad gekozen voor de periode van 1 december 2014 tot 1 juni 2017. In 2017 werd hij gekozen voor een tweede termijn van 2,5 jaar. Op 2 juli 2019 werd de Belgische eerste minister Charles Michel tot voorzitter van de Europese Raad gekozen voor de periode van 1 december 2019 tot 1 juni 2022. Eind mei werd die laatste herverkozen tot 1 december 2024. In juni 2024 werd de Portugese ex-premier António Costa verkozen tot volgende voorzitter.
Voordat het Verdrag van Lissabon van kracht was, was de voorzitter van de Europese Raad de regeringsleider van het land dat voorzitter van de Raad van de Europese Unie was. Er was dus elk halfjaar een andere voorzitter. De laatste voorzitter voor het Verdrag van Lissabon was de Zweedse premier Fredrik Reinfeldt, omdat zijn land de Raad van de Europese Unie voorzat in de periode juli-december 2009.

## Taken van de voorzitter
De voorzitter van de Europese Raad:
- leidt en stimuleert de werkzaamheden van de Europese Raad;
- zorgt, in samenwerking met de voorzitter van de Europese Commissie en op basis van de werkzaamheden van de Raad Algemene Zaken, voor de voorbereiding en de continuïteit van de werkzaamheden van de Europese Raad;
- bevordert de samenhang en de consensus binnen de Europese Raad;
- legt na afloop van iedere bijeenkomst van de Europese Raad een verslag voor aan het Europees Parlement.

De voorzitter van de Europese Raad zorgt op zijn niveau en in zijn hoedanigheid voor de externe vertegenwoordiging van de Unie in aangelegenheden die onder het gemeenschappelijk buitenlands en veiligheidsbeleid vallen, onverminderd de aan de hoge vertegenwoordiger van de Unie voor Buitenlandse Zaken en Veiligheidsbeleid toegedeelde bevoegdheden.
De voorzitter van de Europese Raad kan geen nationaal mandaat uitoefenen.

## Lijst van voorzitters van de Europese Raad (2010-heden)
| Nr. | Voorzitter        | Voorzitter               | Land     | Ambtstermijn                       | Partij | Europese fractie | Europese fractie |
| --- | ----------------- | ------------------------ | -------- | ---------------------------------- | ------ | ---------------- | ---------------- |
| 1   | Herman Van Rompuy | Herman Van Rompuy (1947) | België   | 1 december 2009 - 30 november 2014 | CD&V   |                  | EVP              |
| 2   | Donald Tusk       | Donald Tusk (1957)       | Polen    | 1 december 2014 - 30 november 2019 | PO     |                  | EVP              |
| 3   | Charles Michel    | Charles Michel (1975)    | België   | 1 december 2019 - 30 november 2024 | MR     |                  | ALDE             |
| 4   | António Costa     | António Costa (1961)     | Portugal | 1 december 2024 - heden            | PS     |                  | PES              |